# Dora Kiskapusi
Dóra Kiskapusi (18 febbraio 1982) è una schermitrice ungherese.

## Biografia
Nei campionati europei di scherma ha conquistato una medaglia d'argento nella gara di spada a squadre a Copenaghen nel 2004.

## Palmarès
In carriera ha conseguito i seguenti risultati:
- Europei di scherma

Copenaghen 2004: argento nella spada a squadre.